# Aeroportul Maun
Aeroportul Maun (IATA: MUB, ICAO: FBMN) este un aeroport din Districtul North-West, Botswana, Botswana ce deservește zona Maun. Aeroportul a fost tranzitat în 2018 de 271.414 pasageri. A fost deschis în 1964.
Situat la o altitudine de 943 m, aeroportul dispune de 1 pistă. Este operat de Civil Aviation Authority of Botswana⁠(d).

## Infrastructură

### Piste
Aeroportul dispune de o singură pistă. Pista 08/26 are suprafața de asfalt și dimensiunile 3.700 m × 45 m. 